# Over Each Other
"Over Each Other" é uma canção da banda norte-americana de rock Linkin Park. Foi lançada como o terceiro single de seu oitavo álbum de estúdio, From Zero (2024), em 24 de outubro de 2024. É a primeira canção na discografia da banda a apresentar vocais inteiramente executados por Emily Armstrong, e foi co-escrita por todos os membros do grupo juntamente com Jon Green e Matias Mora.

## Composição
"Over Each Other" foi descrita como uma canção dos gêneros pop rock e rock alternativo. É a primeira canção na discografia da banda a apresentar vocais inteiramente executados por Emily Armstrong, no qual a Billboard descreveu que isso "deu um vislumbre de como a próxima iteração do Linkin Park poderia funcionar com uma voz nova na vanguarda". Gregory Adams, da Revolver, disse que a canção "funciona como uma vitrine vocal para a nova vocalista do Linkin [Park] [...] Embora possa haver alguns backups na mixagem, o vibrato rouco de Armstrong é empurrado para a vanguarda acima de algum trabalho de guitarra distorcido, mas melancólico".

## Lançamento
"Over Each Other" serve como o terceiro single do oitavo álbum de estúdio do Linkin Park, From Zero (2024), sucedendo "The Emptiness Machine" e "Heavy Is the Crown". A canção estreou mundialmente no New Music Show with Jack Saunders da BBC Radio 1 em 24 de outubro de 2024. Um videoclipe, divulgado no mesmo dia, foi dirigido por Joe Hahn e filmado em Seul em setembro de 2024, poucos dias após o show realizado pelo grupo na capital sul-coreana. É estrelado por Armstrong e pela atriz Kong Seong-Ha no papel de duas melhores amigas que, após uma discussão, vão dar uma volta de carro e logo depois acabam sofrendo um acidente.

## Desempenho nas tabelas musicais
| Tabela musical (2024)                                   | Melhor posição |
| ------------------------------------------------------- | -------------- |
| Alemanha (Offizielle Deutsche Charts)                   | 12             |
| Áustria (Ö3 Austria Top 75)                             | 9              |
| Canadá (Canadian Hot 100)                               | 96             |
| Estados Unidos (Billboard Hot Rock & Alternative Songs) | 24             |
| França (SNEP)                                           | 159            |
| Mundo (Billboard Global 200)                            | 121            |
| Nova Zelândia Hot Singles (RMNZ)                        | 14             |
| Reino Unido (UK Singles Chart)                          | 57             |
| República Tcheca (Singles Digitál Top 100)              | 19             |
| Suíça (Schweizer Hitparade)                             | 15             |

## Créditos e pessoal
Créditos adaptados através do Tidal.
Linkin Park
- Emily Armstrong – vocais, composição
- Colin Brittain – bateria, composição
- Brad Delson – guitarra, composição
- Dave "Phoenix" Farrell – baixo, composição
- Joe Hahn – samples, programação, vocais de apoio, composição
- Mike Shinoda – teclado, vocais de apoio, guitarra rítmica, composição

Créditos adicionais
- Mike Shinoda – produção, engenharia de gravação
- Colin Brittain – coprodução
- Brad Delson – coprodução
- Matias Mora – produção adicional, composição
- Jon Green – composição
- Ethan Mates – engenharia de gravação
- Neal Avron – mixagem
- Scott Skrzynski – assistência de mixagem
- Emerson Mancini – masterização